# برز (نطنز)

تصویری از روستای برز

روستای برز از توابع بخش مرکزی شهرستان نطنز و در ۱۶۵ کیلومتری اصفهان واقع شده‌است. برز یا برزرود، با مساحتی حدود ۲۰هکتار یکی روستاهای منطقهٔ نطنز است.

## تاریخچه

تصویری از روستای برز

در زمان صفویان یکی از وزرای شاه عباس صفوی به نام "میرزاباقرخان" این روستا را برای سکونت انتخاب کرد و این امر باعث رونق اقتصادی برز شد. بعد از مدتی، مرکز فرمانداری منطقه به این روستا منتقل شد. در دوره حکومت پهلوی، این روستا به شیوه خان و خان سالاری اداره می‌شد. هم اکنون این روستا دارای شورایی می‌باشد که مسایل و مشکلات روستاییان از طریق این شورا به مسئولان منتقل می‌شود.این روستا زادگاه دو خواهر مشهور سینما و تلویزیون ، مریلا زارعی و ملیکا زارعی (خاله شادونه) می باشد .

## آب و هوا

تصویری از روستای برز

آب و هوا در ناحیه ایی که روستای برز واقع شده‌است در فصول مختلف سال، نیمه معتدل وخشک کوهستانی است و اطراف این روستا را کوه‌هایی احاطه کرده‌اند از جمله : کوه‌های هیمند در شمال غربی وردشت در شمال، تخته سرگر در جنوب شرقی و ریزنده در جنوب غربی روستا واقع شده‌است. این روستا همچنین، دارای منابع غنی آب معدنی می‌باشد که شامل چشمه‌ها و قنات‌های متعدد است. 
در میان روستا، جویبارها و رودهای کوچکی جریان دارد، که از رودخانهٔ برزرود منشعب می‌شوند یا به آن می پیوندند و همچنین، نام دره برزرود که این روستا در آن قرار گرفته و نام خود را از این رودخانه است.

## فرهنگ

تصویری از روستای برز

مردم روستای برز به زبان پهلوی(فرس قدیم) و فارسی سخن می‌گویند. در حدود هشتاد سال پیش اهالی این روستا اقدام به بنای یک مدرسه نمودند. بیشتر مردم روستای برز به رزاعت و باغداری مشغول اند و انواع میوه‌ها همچون:گلابی، خرمالو، به، سیب، زردآلو، بادام و گردو از محصولات باغی این روستا به‌شمار می‌رود. گندم و جو و صیفی جات و سبزی جات نیز مهم‌ترین محصولات زراعی برز هستند. مراسم عید نوروز، چهارشنبه سوری، شب یلدا، سیزده بدر در میان خانواده‌های روستا رواج دارد، برگزاری مراسم و ایین‌های محرم و صفر نیز در بین مردم روستای برز معمول است.

## چشم اندازها وآثار تاریخی
معماری این روستا و بافت مسکونی آن، نشان دهنده تاریخ کهن روستا است. در بافت قدیم روستا، حمام قدیمی و تاریخی که به خزینه معروف است و بقعه سه تن از فرزندان امام موسی کاظم، شاه زاده اسماعیل، بی بی حلیمه خاتون و شاه زاده اسحاق قرار دارد. این بقعه تاریخی که به تازگی و با کمک‌های مردمی وسازمان گردشگری استان مرمت شده‌است گنبدی مخروطی شکل دارد و سقف و ستون‌های آن همانند مسجد جامع ابیانه از چوب گردو ساخته شده‌است. در درون این امامزاده منبری منبت کاری شده مربوط به قرن ششم هجری قرار دارد که تاریخ ساخت ان سال ۵۴۳ هجری حک شده‌است. در قبرستان این روستا و در مسیر جاده اصلی برز مکانی تاریخی و به نام قدمگاه قرار دارد.

## مسیر جاده دسترسی

تصویری از روستای برز

در ۲۱ کیلومتری جاده نطنز - کاشان جاده ایی فرعی به سمت ابیانه منشعب می‌شود، بعد از پاسگاه نیروی انتظامی روستای برزرود روستای هنجن قرار دارد از هنجن جاده دو قسمت می‌شود :جاده مستقیم به سمت ابیانه و جاده انحرافی سمت چپ به سمت چیمه می‌رود. در مسیر جاده ابیانه، روستاهای هنجن، یارند، کمجان، برز، طره و ابیانه قرار دارد.